# Giro d'Itàlia de 2007
El 90è Giro d'Itàlia es disputà entre el 12 de maig i el 3 de juny del 2007 sobre 3.486 km, disputat des de Caprera fins a Milà.
La ronda transalpina tingué 4 arribades en alt a més d'una cronoescalada al santuari d'Oropa, una contrarellotge individual a Verona i una contrarellotge per equips a la 1a etapa de la ronda, sobre 24 km. També tornà el mallot blanc pel millor jove de la cursa transalpina per premiar el millor corredor de menys de 25 anys.

## Equips participants
Dinou equips ProTour hi prengueren part (tots menys l'Unibet.com). Per altra banda l'organització va decidir convidar 3 equips continentals professionals, per tal de formar un pilot de 21 equips. Els equips convidats van ser: Ceramica Panaria-Navigare, Acqua & Sapone-Caffè Mokambo i Tinkoff Credit Systems.
| Núm.    | Codi | Equip                        |
| ------- | ---- | ---------------------------- |
| 1-9     | QSI  | Quick Step-Innergetic        |
| 11-19   | AST  | Astana                       |
| 21-29   | SDV  | Saunier Duval-Prodir         |
| 31-39   | LAM  | Lampre-Fondital              |
| 41-49   | ASA  | Acqua & Sapone-Caffè Mokambo |
| 51-59   | A2R  | AG2R Prévoyance              |
| 61-69   | BTL  | Bouygues Télécom             |
| 71-79   | GCE  | Caisse d'Epargne             |
| 81-89   | PAN  | Ceramica Panaria-Navigare    |
| 91-99   | COF  | Cofidis                      |
| 101-109 | C.A  | Crédit Agricole              |

| Núm.    | Codi | Equip                  |
| ------- | ---- | ---------------------- |
| 111-119 | DSC  | Discovery Channel      |
| 121-129 | EUS  | Euskaltel-Euskadi      |
| 131-139 | FDJ  | Française des Jeux     |
| 141-149 | GST  | Gerolsteiner           |
| 151-159 | LIQ  | Liquigas               |
| 161-169 | PRL  | Predictor-Lotto        |
| 171-179 | RAB  | Rabobank               |
| 181-189 | CSC  | Team CSC               |
| 191-199 | MRM  | Team Milram            |
| 201-209 | TCS  | Tinkoff Credit Systems |
| 211-219 | TMO  | T-Mobile Team          |

## Etapes
| Etapa | Data       | Recorregut                                    | Distància (en km) | Guanyador                                 | Líder             |
| 1a    | 12 de maig | Caprera-La Maddalena                          | 24 (CRE)          | Liquigas                                  | Enrico Gasparotto |
| 2a    | 13 de maig | Tempio Pausania-Bosa                          | 201               | Robbie McEwen                             | Danilo Di Luca    |
| 3a    | 14 de maig | Barumini-Càller                               | 195               | Alessandro Petacchi · Robert Förster      | Enrico Gasparotto |
| 4a    | 16 de maig | Salern-Montevergine di Mercogliano            | 158               | Danilo Di Luca                            | Danilo Di Luca    |
| 5a    | 17 de maig | Teano-Frascati                                | 172               | Robert Förster                            | Danilo Di Luca    |
| 6a    | 18 de maig | Tívoli-Spoleto                                | 181               | Luis Felipe Laverde                       | Marco Pinotti     |
| 7a    | 19 de maig | Spoleto-Scarperia                             | 239               | Alessandro Petacchi · Thor Hushovd        | Marco Pinotti     |
| 8a    | 20 de maig | Barberino de Mugello-Fiorano Modenese         | 194               | Kurt Asle Arvesen                         | Marco Pinotti     |
| 9a    | 21 de maig | Reggio nell'Emilia-Lido di Camaiore           | 182               | Danilo Napolitano                         | Marco Pinotti     |
| 10a   | 22 de maig | Lido di Camaiore-Nostra Signora Della Guardia | 230               | Leonardo Piepoli                          | Andrea Noè        |
| 11a   | 23 de maig | Serravalle Scrivia-Pinerolo                   | 192               | Alessandro Petacchi · Gabriele Balducci   | Andrea Noè        |
| 12a   | 24 de maig | Scalenghe- Briançon (FRA)                     | 163               | Danilo Di Luca                            | Danilo Di Luca    |
| 13a   | 25 de maig | Biella-Santuario di Oropa                     | 13 (CRI)          | Marzio Bruseghin                          | Danilo Di Luca    |
| 14a   | 26 de maig | Cantù-Bèrgam                                  | 181               | Stefano Garzelli                          | Danilo Di Luca    |
| 15a   | 27 de maig | Trento-Tre Cime di Lavaredo                   | 190               | Riccardo Riccò                            | Danilo Di Luca    |
| 16a   | 29 de maig | Agordo-Lienz (AUT)                            | 196               | Stefano Garzelli                          | Danilo Di Luca    |
| 17a   | 30 de maig | Lienz (AUT)-Mont Zoncolan                     | 146               | Gilberto Simoni                           | Danilo Di Luca    |
| 18a   | 31 de maig | Udine-Riese Pio X                             | 182               | Alessandro Petacchi · Maximiliano Richeze | Danilo Di Luca    |
| 19a   | 1 de juny  | Treviso-Comano Terme                          | 178               | Iban Mayo                                 | Danilo Di Luca    |
| 20a   | 2 de juny  | Bardolino-Verona                              | 42 (CRI)          | Paolo Savoldelli                          | Danilo Di Luca    |
| 21a   | 3 de juny  | Vestone-Milà                                  | 181               | Alessandro Petacchi · Maximiliano Richeze | Danilo Di Luca    |

## Desenvolupament general
El Giro començava a Caprera, a l'illa de Sardenya, amb una crono per equips de 24 km, a més de dues etapes que discurriran per territori sard. La 1a jornada de descans portarà els corredors a la bota i a la primera etapa de muntanya, amb final a Montevergine di Mercogliano, on ja han vençut Danilo Di Luca i Damiano Cunego. A la 6a etapa es puja al Terminillo. La 10a jornada s'ascendeix al Santuari de Nostra Signora della Guarda amb 9 quilòmetres d'ascensió i els últims 2,5 al 10,6%. La 12a jornada ingressa a França, a Briançon, amb dues ascensions a l'Agnello (Cima Coppi) amb 2.744 m d'altitud, i de l'Izoard. En la següent jornada hi ha la cronoescalada al Santuari d'Oropa, amb 13 km d'ascensió. A Oropa s'han viscut grans moments, com Marco Pantani el 1999 o Miguel Indurain a la ronda del 1993, lluitant per endur-se el seu 2n Giro. La 15a etapa s'ascendeix a San Pellegrino, Giau, Tre Croci i l'ascenció final a les Tre Cime di Lavaredo. La següent jornada s'arribà a Àustria, a la ciutat de Lienz i la 17a jornada l'última oportunitat pels escaladors amb l'ascensió al Mont Zoncolan, tot i que abans es trobaran amb el Monte Croce i el Tualis. Al penúltim dia una contrarellotge de 42 km a Verona determinarà els llocs d'honor, i l'últim dia es arribava a Milà on s'acomiadarà la cursa.

## Classificacions

### Classificació general - mallot rosa

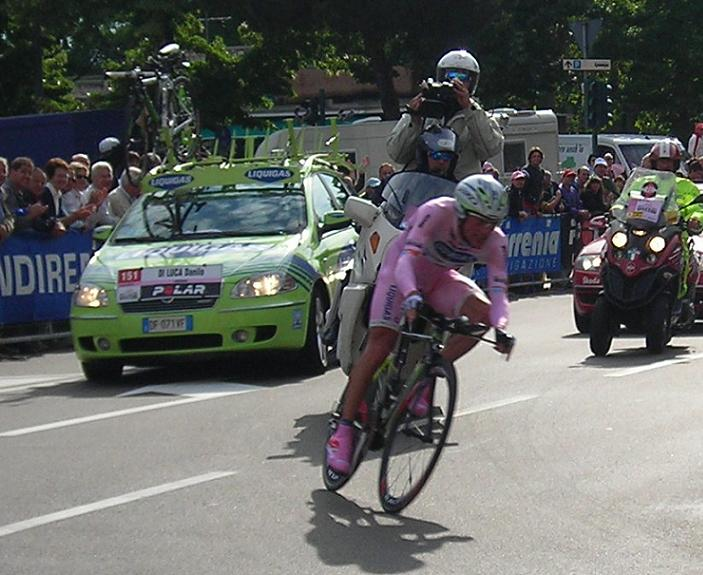
Danilo Di Luca amb el mallot rosa

| Posició | Corredor          | Equip                  | Temps       |
| ------- | ----------------- | ---------------------- | ----------- |
|         | Danilo Di Luca    | Liquigas               | 92h 59' 39" |
| 2       | Andy Schleck      | CSC                    | + 1' 55"    |
| 3       | Eddy Mazzoleni    | Astana                 | + 2' 25"    |
| 4       | Gilberto Simoni   | Saunier Duval-Prodir   | + 3' 15"    |
| 5       | Damiano Cunego    | Lampre-Fondital        | + 3' 49"    |
| 6       | Riccardo Riccò    | Saunier Duval-Prodir   | + 7' 00"    |
| 7       | Ievgueni Petrov   | Tinkoff Credit Systems | + 8' 34"    |
| 8       | Marzio Bruseghin  | Lampre-Fondital        | + 10' 14"   |
| 9       | Franco Pellizotti | Liquigas               | + 10' 44"   |
| 10      | David Arroyo      | Caisse d'Epargne       | + 11' 58"   |

### Classificació per punts - mallot ciclamino
| Posició | Corredor            | Equip                   | Temps  |
| ------- | ------------------- | ----------------------- | ------ |
|         | Danilo Di Luca      | Liquigas                | 130 p. |
| 2       | Paolo Bettini       | Quick Step-Innergetic   | 120 p. |
| 3       | Maximiliano Richeze | Ceramica Panaria-Fiordo | 107 p. |

### Classificació de la muntanya - mallot verd
| Posició | Corredor          | Equip                | Temps |
| ------- | ----------------- | -------------------- | ----- |
|         | Leonardo Piepoli  | Saunier Duval-Prodir | 79 p. |
| 2       | Fortunato Baliani | Ceramica Panaria     | 46 p. |
| 3       | Danilo Di Luca    | Liquigas             | 45 p. |

### Classificació de l'intergiro - mallot blau
| Posició | Corredor           | Equip                  | Temps |
| ------- | ------------------ | ---------------------- | ----- |
|         | Mikhaïl Ignàtiev   | Tinkoff Credit Systems | 18 p. |
| 2       | Mickaël Buffaz     | Cofidis                | 14 p. |
| 3       | Yoann Le Boulanger | Bouygues Télécom       | 9 p.  |

### Classificació dels joves - mallot blanc
| Posició | Corredor           | Equip                | Temps       |
| ------- | ------------------ | -------------------- | ----------- |
|         | Andy Schleck       | CSC                  | 93h 01' 34" |
| 2       | Riccardo Riccò     | Saunier Duval-Prodir | + 5´ 05"    |
| 3       | Domenico Pozzovivo | Ceramica Panaria     | + 22´ 00"   |

### Classificació per equips
| Posició | Equip                | Temps        |
| ------- | -------------------- | ------------ |
|         | Saunier Duval-Prodir | 278h 11' 31" |
| 2       | Liquigas             | + 3' 53"     |
| 3       | Lampre-Fondital      | + 6' 06"     |

## Dopatge
Tots els resultats d'Alessandro Petacchi foren anul·lats el 6 de maig del 2008 pel seu positiu a l'11a etapa per salbutamol. En un principi fou exculpat per la seva federació, però el Comitè Olímpic Italià recorregué al TAS i Petacchi fou sancionat. A més, els punts obtinguts de la classificació UCI ProTour 2007 li foren retirats i donats als corredors que el precediren, tenint aquells punts incidència en les classificacions per equips i per països.
Aketza Peña en principi fou retirat de totes les classificacions per un positiu al Giro del Trentino (anterior al Giro) però posteriorment fou absolt, reincorporant-lo així a les classificacions, fins a òbviament el dia de la seva exclusió produïda abans de començar l'etapa 17a.